# میرتو اوزونی
میرتو اوزونی (آلبانیایی: Myrto Uzuni؛ زادهٔ ۳۱ مهٔ ۱۹۹۵) بازیکن فوتبال اهل آلبانی است.
از باشگاه‌هایی که در آن بازی کرده‌است می‌توان به اشاره کرد.
وی همچنین در تیم‌های ملی فوتبال زیر ۲۱ سال آلبانی و آلبانی بازی کرده‌است.